# 소셜 웹 스위트
소셜 웹 슈트(Social Web Suite)는 수많은 소셜 미디어들 중 자신의 비즈니스, 성향, 목적 등에 맞는 소셜 미디어들을 하나로 묶어주는 것을 칭하는 용어로 같은 의미로 소셜 웹 컨테이너라고도 한다. 분산되어 있는 소셜 웹 서비스를 각 개인에게 맞춰서 하나의 서비스로 묶는 것을 칭하는 말이다.

## 같이 보기
- 웹 3.0